# Стефан Урош I
Стефан Урош I Немањић (око 1223 — 1. мај 1277), познатији као Урош Велики, био је српски краљ од 1243. до 1276. године. Урош је био син краља Стефана Првовенчаног и Ане Дандоло, унуке млетачког дужда Енрика Дандола. Сматра се за једног од најважнијих српских владара 13. века, а стари српски извори помињу га и под надимком Храпави, што би се односило на промукао или храпав глас.
У време краља Уроша I постављени су темељи за даљу територијалну експанзију српске државе, а од посебног значаја био је и развој привреде, укључујући и узлет рударства у српским земљама. Урош I је први српски владар који је усвојио пун владарски орнат византијских царева. На фрескама и печатима носи царски сакос и стему византијских царева (са средишњим луком, орфаносом и перпендулијама), као и ореол који сведочи о  боголикости суверена.

## Младост
Принц Урош је рођен највероватније око 1223. године, док се у неким изворима напомиње и 1220. година. Био је најмлађи син краља Стефана Немање II Првовенчаног Немањића, и његове друге (по неким изворима и треће) супруге краљице Ане Дандоло. Урош је наследио многе особине од своје мајке и од свог деде Стефана Немање, што га је подигло на виши ниво у односу на његову старију браћу Стефана Радослава и Стефан Владислава.

## Долазак на власт
Познато је да је Урош, на челу са властелом, побунио против брата Владислава. Урош је од Владислава затражио престо, али му га Владислав није дао. Властела је подстакла Уроша на рат. Грађански рат између браће је вођен највероватније око 1241. до 1242. године, или од 1242. до 1243. године. Рат се завршио у корист Уроша, Владислав је био приморан да напусти престо. Наводи се да је Урош убрзо заробио Владислава и неко време га је држао у тамници. Међутим, непријатељство није трајало дуго, и браћа су се убрзо помирила. Урош је у међувремену ослободио Владислава из тамнице и био је веома љубазан према њему, дао му је на управу Зетску област, где је обично боравио и наследник његовог престола, најстарији син Драгутин. Чак је дозволио Владиславу да користи титулу краља, али да му увек буде потчињен.
Ниједан оновремени писани извор не говори о преврату који је довео до збацивања краља Стефана Владислава I и преузимању власти од стране полубрата, Стефана Уроша I. Према Даниловом зборнику, Стефан Владислав I краљевао је у своме отачаству 7 година. Престо је преузео после септембра 1233. или најкасније почетком 1234. и већ средином 1241. владао је пуних седам година. Тада је могао бити збачен са престола. Зато је замисливо да је сама вест о смрти цара Ивана Асена II била довољна да незадовољна властела збаци бугарског зета и штићеника са престола у Србији. Тако је Стефан Владислав I могао бити смењен већ од јуна до октобра 1241. године, а најкасније до тога је дошло непосредно после проласка Монгола, то јест у априлу 1242. Српска властела је на престо довела трећег брата Стефана Уроша I.

## Насељавање Саса
Долазак Татара у Подунавље 1241/42. године није само довео до политичких потреса, него тада почиње занимљиво раздобље српске историје које је везано за долазак немачких рудара, познатих под именом Саси. А. Узелац указује да су Татари многе становнике Угарске убили, а друге одвели као робове и да су зато неки Саси бежећи пред нападом Монгола 1241/1242. прешли из Трансилваније у Србију. Они су почетком четврте деценије тринаестог столећа са собом донели нове технике проналажења и прераде руда племенитих метала, пре свега сребра, бакра и олова. Њихово знање и способност оживеле су производњу метала и широм отворили врата медитеранског тржишта српској привреди. Саси се у Србији први пут изричито спомињу у писаном извору из друге половине 13. века, то јест у једној повељи краља Уроша рударском насељу Брскову на Тари, али се Брсково као трг спомиње већ 1243.  Саси су после Брскова развили и друге руднике у Трепчи, Руднику, Рогозни, Новом Брду и у другим рударским местима. Развој рударства у Србији покренуо је развој трговачких веза са приморјем и јужном Италијом, али и развој градских насеља и целокупне привреди у Србији. Развој рударства и трговине убрзао је целокупни привредни развој Србије. Стефан Урош I је ковао сребрни новац, а већи приходи омогућили су краљу да се постепено осамостали од властеле, јер је могао да држи значајну плаћену војску.

## Односи са Дубровником и Бугарским царством
Средином XIII века Бугарима се указала прилика да поново покушају да се умешају у питања Србије. Крајем пете деценије XIII века дошло је до сукоба дубровачког надбискупа са Баранима. Дубровник је покушао да потчини својој верској власти Бар. Када је папа подржао захтеве из Дубровника, Барани (католици) су заштиту тражили од свог световног владара краља Стефана Уроша I. Зато су се погоршали односи Стефана Уроша I и Дубровника и дошло је до рата. Дубровчани су нашли савезника у бугарском цару Михаилу II Асену. Бугарска војска је упала у Србију 1254. године и продрла до Бијелог Поља, али рат је убрзо прекинут. Због напада Бугара и Кумана српска архиепископија је премештена из Жиче у сигурнију Пећ. Претпоставља се да је на то утицало стављање Угарске на страну краља Стефана Уроша I, који је тада можда постао и вазал угарског краља. Зато се и Дубровник морао измирити са Стефаном Урошем I у августу 1254. године. На бугарски престо је дошао 1257. године, после мешања Угара и унутрашњих превирања, Константин Тих Асен. Константин Тих Асен се у свим повељама назива унуком Стефана Немање. Нејасно је његово порекло. Највероватније је био син племића Тихомира из околине Скопља, који је био ожењен кћерком Стефана Немање. За бугарског цара Пахимер каже да је био упола Србин. Свакако, јасно је да Урош I не само да је зауставио бугарску инвазију, већ је и имао и удела у доласку потомка династије Немањића на бугарски трон у Великом Трнову.
Упркос миру са Дубровником, напетости између две стране су опстале, па се између 1265. и 1268. водио нови рат. Дубровачке хронике наводе да су поводи за нови рат биле Урошеве оптужбе да Дубровчани отимају српске приморске земље, да пружа уточиште Урошевим непријатељима и да одржава везе са Венецијом. Упркос таквој политици, краљева супруга Јелена је одржавала добре везе са Дубровчанима. Мир између Уроша и Дубровника је склопљен 1268, по коме су Дубровчани били у обавези да испате 2000 перпера као данак, а заузврат су Дубровчани добили повластицу да не плаћају царину Урошу. Мир је још једном нарушен 1275. године, када је Стефан Урош I безуспешно напао Дубровник.

## Сукоб са Никејским царством
Свети Сава је убедио Васељенског патријарха и Никејског цара да одобре аутокефалност (самосталност) српске цркве са статусом архиепископије. Васељенски патријарх Манојло I Цариградски у Никеји је именовао Саву за првог архиепископа Србије. Сава је остао архиепископ све до 1233. године, да би га тада заменио његов ученик Арсеније I Сремац.
Стефан Урош I је био у савезу са Епирском деспотовином, Латинском царевином, Ахајском кнежевином и Сицилијом у њиховом сукобу са Никејским царством. Он је послао епирском владару Михаилу II Анђелу 1.000 војника 1257. године који су заузели север Македоније са Скопљем. У Никејском царству после уклањања цара Теодора II Ласкариса на власт је 1258. године дошао Михајло VIII Палеолог. Војска Никејског царства је поразила Епирце и преузела Македонију 1259. године, а српски војници су напустили Македонију.

## Однос са Византијом
Михајло VIII Палеолог је у јулу 1261. заузео Константинопољ и тако обновио Византијско царство. Стефан Урош I је настојао да успостави ближе пријатељске односе и родбински се повеже са Михајлом VIII Палеологом. Преговарало се о склапању брака између млађег краљевог сина Милутина и Ане, кћерке византијског цара. Када су се Византинци уверили да Милутин неће наследити престо, изговарајући се да угарска принцеза удата за Драгутина живи као слуга одустали су од склапања брака уз тврдњу да принцеза Ана не би постала „краљица него робиња” на српском двору. Преговори су изгледа вођени око 1271. После тога Стефан Урош I се окренуо византијским противницима и сицилијанском краљу Карлу I Анжујском, рођаку своје супруге, краљице Јелене.

## Однос са Угарском
У време обнове Византије, Стефан Урош I био је вазал краља Угарске и 1260. послао му је помоћни одред у рату против чешког краља, али добри односи Стефана Уроша I и Угара су били нарушени крајем 1267. или почетком 1268. Тада је краљ Стефан Урош I Мачванску бановину у Угарској, али војска Беле IV поразила је и заробила Стефана Уроша I и део његове властеле 1268. Урош I је морао платити откуп и признати вазалне обавезе према угарском краљу. После сукоба, а као део измирења, склопљен је брак Урошевог старијег сина Стефана Драгутина и Каталине, кћерке угарског краља Стефана V. Стефан Драгутин је тада постао „млади краљ”, тј. престолонаследник.
Стефан Урош I настојао је да ојача јединство државе. Зато је из владарске титуле избацио „Захумље, Травунију и Диоклитију”. У сачуваним повељама Дубровнику он се у ћириличном тексту називао: „Стефан Урош, помоћу Божијом краљ све Српске Земље и Поморске”. Исту титулу „самодржац свих Српских и Поморских Земаља” користили су и његови наследници. Средином XIII века из појединих области своје државе уклањао је споредне огранке владарске династије Немањића. Тако је уклонио потомке кнеза Мирослава из Захумља и потомке краља Вукана из Зете. Укинуо је владарске титуле великог кнеза Дукље и кнеза Хума а завео централистичку власт.

## Пад са власти
Као противник јаке средишње власти појавио се краљев син „млади краљ” Стефан Драгутин. Због Урошевог упорног одбијања да Стефану Драгутину издвоји посебну област на управу, дошло је до рата између њих. Драгутину је помогла угарска војска коју је послао краљ Ладислав IV, а рат је завршио победом „у земљи званој Гацко”. Тако је од Драгутина и угарских одреда краљ Стефан Урош I био поражен на Гатачком пољу 1276.
Изгледа да је дошло до некаквог споразума Стефана Драгутина са родитељима. По одобрењу новог краља Стефана Драгутина Зетом и Требињем управљала је његова мајка Јелена, а његов отац Урош I је боравио у Захумљу. Замонашио се као Симон и умро око 1280.
Сва три потомка Стефана Немање II Првовенчаног сменила су се на српском трону. И док су владавине прве двојице биле сразмерно кратке, Стефан Урош I је на власти остао око тридесет пет (1241/42—1276).
Ако би се то дуго време Урошеве владавине сагледало једним погледом, ма како то било и сложено и опасно, онда би се могло закључити да је Урошево доба било доба напретка српске државе и постављања темеља за још бржи развој.
Стефан Урош I је имао ту срећу да су му спољашње околности ишле на руку. Везе са угарским краљем и зближавање са сицилијанским краљем Карлом I Анжујским упутиле су га против Византије. Урошева супруга Јелена била је Карлова рођака, иако није припадала самој Анжујској династији. Од тих великих планова коалиције и акције уперене против Цариграда није се много остварило, мада је Урош добар део свога времена и пажње управио ка том циљу. Читаву деценију Урош је припремао напад на Византију, али се до краја своје владавине није усудио да направи одлучујући корак.

## Породица

### Супруга
Урошева супруга Јелена била је рођака сицилијанског краља Карла I Анжујског, што је неке старије истраживаче наводило на претпоставку да је и сама припадала анжујској династији, али накнадна истраживања су показала да је са сицилијанским, односно напуљским Анжујцима била тек у неком даљем сродству. Поједини истраживачи претпостављају да је била угарско-византијска принцеза по оцу, а француско-левантског (крташког) порекла по мајци. Посебне заслуге је стекла подигавши манастир Градац, те је по томе постала позната и као Јелена Градачка, а Српска православна црква прогласила ју је и за светитељку.
Према познијиј легенди, када се удавала и када је требало да дође у Србију, Урош је у земљу донео цвет јоргована, иначе до тада непознат у Србији, и посадио га дуж долине којом је она требало да прође. Од тада јоргован и овде расте.

### Мушка деца
- Стефан Драгутин (1251—1316)
- Стефан Милутин (1253—1321)
- Стефан (?—?)

### Женска деца
- Брнча (?—1346), монахиња

### Породично стабло
|  |                       |  |  |  |  |  |  |  |  |  |  |  |  |  |  |  |
|  | 8. Завида             |  |  |  |  |  |  |  |  |  |  |  |  |  |  |  |
|  |                       |  |  |  |  |  |  |  |  |  |  |  |  |  |  |  |
|  |                       |  |  |  |  |  |  |  |  |  |  |  |  |  |  |  |
|  | 4. Стефан Немања      |  |  |  |  |  |  |  |  |  |  |  |  |  |  |  |
|  |                       |  |  |  |  |  |  |  |  |  |  |  |  |  |  |  |
|  |                       |  |  |  |  |  |  |  |  |  |  |  |  |  |  |  |
|  | 2. Стефан Немањић     |  |  |  |  |  |  |  |  |  |  |  |  |  |  |  |
|  |                       |  |  |  |  |  |  |  |  |  |  |  |  |  |  |  |
|  |                       |  |  |  |  |  |  |  |  |  |  |  |  |  |  |  |
|  | 5. Анастасија Немањић |  |  |  |  |  |  |  |  |  |  |  |  |  |  |  |
|  |                       |  |  |  |  |  |  |  |  |  |  |  |  |  |  |  |
|  |                       |  |  |  |  |  |  |  |  |  |  |  |  |  |  |  |
|  | 1. Стефан Урош I      |  |  |  |  |  |  |  |  |  |  |  |  |  |  |  |
|  |                       |  |  |  |  |  |  |  |  |  |  |  |  |  |  |  |
|  |                       |  |  |  |  |  |  |  |  |  |  |  |  |  |  |  |
|  | 12. Енрико Дандоло    |  |  |  |  |  |  |  |  |  |  |  |  |  |  |  |
|  |                       |  |  |  |  |  |  |  |  |  |  |  |  |  |  |  |
|  |                       |  |  |  |  |  |  |  |  |  |  |  |  |  |  |  |
|  | 6. Рајнеро Дандоло    |  |  |  |  |  |  |  |  |  |  |  |  |  |  |  |
|  |                       |  |  |  |  |  |  |  |  |  |  |  |  |  |  |  |
|  |                       |  |  |  |  |  |  |  |  |  |  |  |  |  |  |  |
|  | 3. Ана Дандоло        |  |  |  |  |  |  |  |  |  |  |  |  |  |  |  |
|  |                       |  |  |  |  |  |  |  |  |  |  |  |  |  |  |  |
|  |                       |  |  |  |  |  |  |  |  |  |  |  |  |  |  |  |